# Емил Сутовски
Емил Сутовски (на иврит: אמיל סוטובסקי; на руски: Эмиль Сутовский) е израелски шахматист, международен гросмайстор.

## Шахматна кариера
През март 2003 г. заема 2-3 м. с Иван Соколов на международен турнир по ускорен шахмат в Рейкявик. През август завършва на второ място на „Мемориал Видмар“ с 6,5 точки от 9 възможни. През ноември спечелва първото европейско първенство, проведено по интернет, след като побеждава на финала Етиен Бакро с 3,5-1,5 точки.
През март 2004 г. заема трето място на турнир по блиц шахмат в Рейкявик с резултат 10 точки от 15 възможни. През юни спечелва сребърен медал от отборното първенство на Босна и Херцеговина с „ШК Киселяк“.
В началото на 2005 г. заема 1-5 м. на „Гибтелеком Мастърс“ с Левон Аронян, Захар Ефименко, Кирил Георгиев и Алексей Широв. През февруари спечелва „Аерофлот Оупън“. През ноември-декември участва в световната купа на ФИДЕ, където е отстранен в третия кръг от Етиен Бакро с 1-3 точки.
През септември 2006 г. спечелва международен турнир в Ашдод. След последния кръг заема 1-4 м. с Артур Коган, Иля Смирин и Виктор Михалевски, но Сутовски е обявен за краен победител.
През 2007 г. участва в световната купа на ФИДЕ, където е отстранен в първия кръг.
През септември 2008 г. спечелва отборното първенство на Сърбия.